# Gaga'emauga
Gaga'emauga est un district des Samoa.

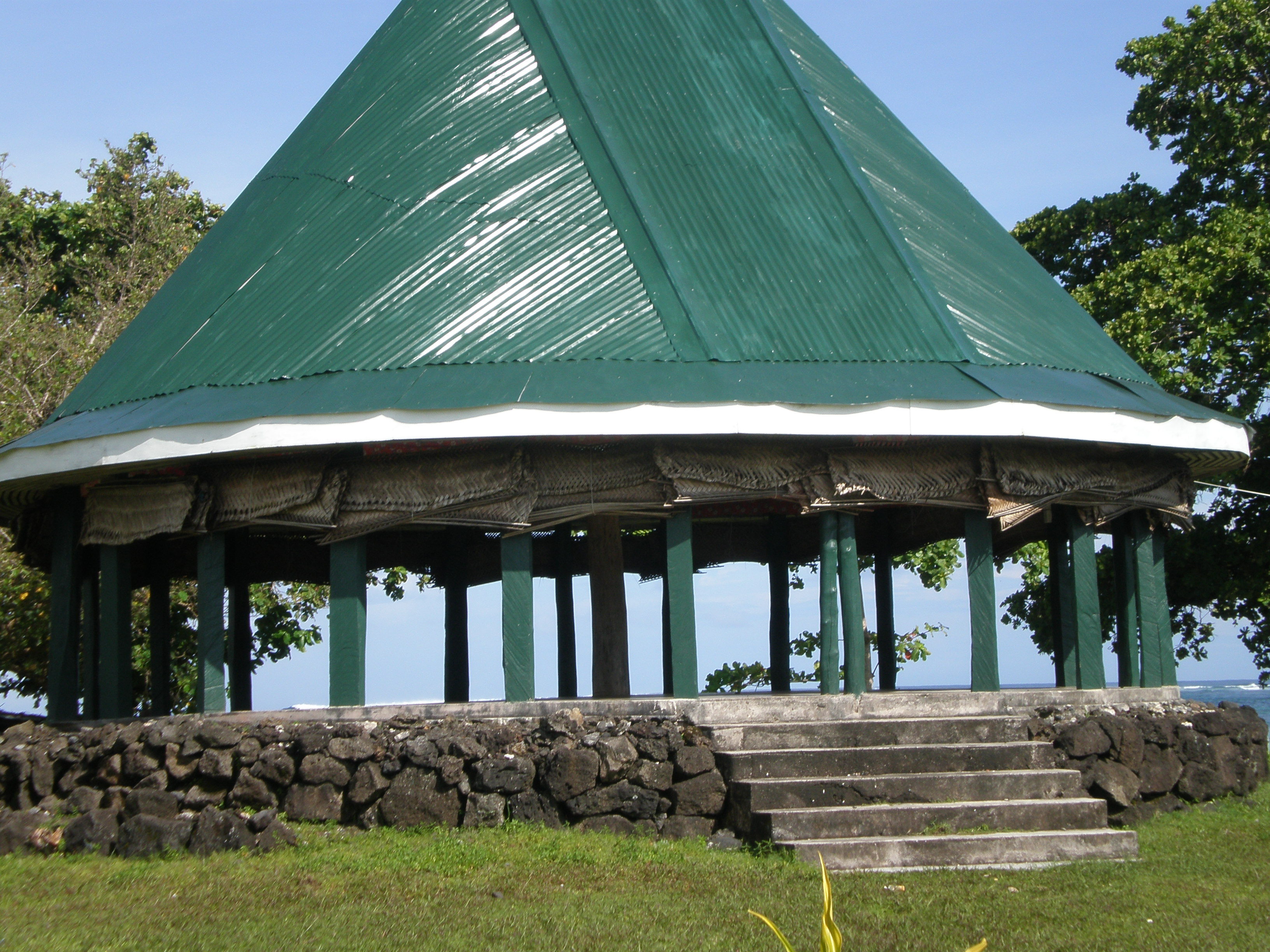
Fale tele, maison de réunion, village de Lelepa dans le district de Gaga'emauga